# Dimityr Galinczew
Dimityr Galinczew (bułg. Димитър Галинчев; ur. 15 września 1938 w Płowdiwie, zm. 7 grudnia 2020 tamże) – bułgarski zapaśnik walczący w stylu klasycznym. Olimpijczyk z Meksyku 1968, gdzie zajął czwarte miejsce w kategorii 63 kg.
Zajął czwarte miejsce na mistrzostwach Europy w 1968 roku.